# 龍運巴士A33線
龍運巴士A33線是香港一條機場巴士路線，來往屯門公路轉車站及機場（地面運輸中心），經掃管笏、三聖邨、置樂花園、屯門泳池、屯門碼頭及屯門赤鱲角隧道。

## 歷史
- 2002年8月3日：A33投入服務，來往富泰邨及機場。[6][7]
- 2003年上半年：因SARS疫情影響，A33線暫停服務。[8]
- 2007年12月22日：隨著不斷有更多航空公司改於二號客運大樓辦理登機手續，為方便旅客，繞經機場二號客運大樓。
- 2008年11月29日：因運輸署批准新開辦的E33P線投入服務，本路線總站由富泰改為屯門站，並改為每日屯門站及機場早晚單向各開一班車。
- 2014年12月18日：增設到站時間預報。[9]
- 2014年12月28日：屯門站開出時間更改為06:25，並加停暢連路二號檢查閘站。[10]
- 2015年9月30日：A33P線投入服務。[11]
- 2016年8月26日：A33擴展至全日服務，設有常規班次（經三聖、黃金海岸、小欖、屯門公路轉車站）及特快班次（不經三聖、黃金海岸、小欖、屯門公路轉車站）。[12][13]
- 2017年1月9日：A33線的特快班次獲分拆成A33X線。[14]
- 2017年12月23日：龍運巴士重組往返屯門及香港國際機場之服務[15][16]，本線屯門總站遷往悅湖山莊，於三聖後改經置樂花園、龍門居、蝴蝶邨及屯門碼頭，並延長服務時間。
- 2018年11月24日：A33線往屯門的服務頭班車修訂為07:50。[17]
- 2019年7月13日：A33線於屯門咖啡灣往機場巴士站永久向前遷移50米。[18]
- 2019年11月29日：取消「二號客運大樓」巴士站[19]。
- 2020年4月1日：受2019冠狀病毒病疫情影響，削減至每日上午繁忙時間提供一班去程及下午繁忙時間一班回程服務。[20]
- 2020年7月13日：來回方向皆繞經航展道，並增停「機場博覽館」巴士站。[21]
- 2020年12月28日，為配合屯門赤鱲角隧道通車：[22]
  - 屯門區起訖站遷至屯門公路轉車站（往九龍方向），以原有走線相反方向經香港黃金海岸、置樂花園、屯門泳池、悅湖山莊、兆山苑及龍門路；
  - 往機場方向增設屯門泳池、湖景邨湖翠樓、兆禧苑及湖山路湖山網球場分站，原有介乎屯門公路轉車站至屯門官立中學分站，以及邁亞美海灣、屯門碼頭（兆禧苑）及龍門路兆山苑分站將會改為往機場方向分站；往屯門方向增設湖山路湖山網球場、湖景邨湖畔樓、湖景邨湖翠樓及屯門泳池分站，原有龍門路兆山苑及邁亞美海灣分站，以及介乎屯門官立中學至屯門公路轉車站分站將會改為往屯門方向分站；
  - 介乎海皇路與赤鱲角之間改經屯門至赤鱲角連接路，不經屯門公路、汀九橋、青嶼幹線及北大嶼山公路，原有屯門公路轉車站及青馬收費廣場分站則予以取消；
  - 車費由$27.7下調至$15.0，過屯門赤鱲角隧道轉車站後的分段由$11.0下調至$6.5；
  - 回復每天全日服務，屯門開出之時間為05:15-22:15，機場開出之時間為07:50-00:00，當中首兩班由屯門開出及最後兩班由機場開出的班次繞經掃管笏路，而所有新增之班次皆不經機場博覽館。
- 2021年10月17日：A33於湖山路增設兆山苑椰景閣（往機場方向）／蝴蝶灣體育館（往屯門方向）分站。[23]
- 2022年1月23日：來回程全日繞經掃管笏路，並修改掃管笏路停站安排如下：[24]
  - 來回程之「掃管笏」站遷往鄭任安夫人千禧小學外，並增設「管翠路」站；
  - 往屯門公路轉車站方向之「星堤」站遷往對面掃管笏村路口。
- 2023年3月27日：來回程增停掃管笏路「愛琴海岸」站。

## 服務時間及班次
往機場（地面運輸中心）發車時間自05:05起每15至30分一班車，自09:35起每1小時一班車，自20:35起每50分鐘一班車，末班車22:15。加開經過博覽館的特別路線發車時間，工作日是06:20發車，第二班車06:40後每15分鐘1班車，星期六日06:15發車，第二班車06:45起每20分鐘一班車，末班車07:25分。
往屯門公路轉車站發車時間自07:50至16:50每1小時一班車，自16:50起每20至30分鐘一班車，自18:50至22:50每60分鐘一班車，自22:50起每35分鐘一班車，末班車00:00。加開經過博覽館的特別路線發車時間為17:20，工作日每20分鐘1班車，18:20後變更為30分鐘一班，星期六日每30分鐘一班車，末班車18:50分。

## 收費
全程：$15.7
- 蝴蝶灣往屯門公路轉車站：$6.8

| - 本線設有12歲以下小童及65歲或以上長者半價優惠。 - 本線不設長者及殘疾人士每程$2.0的票價優惠；12至64歲殘疾人士如使用「殘疾人士身份」個人八達通，以及60至64歲香港居民使用「樂悠咭」繳付車資，會以全費計算。 - 乘客可以現金或八達通於上車時付款，不設找續。 - 每位成人乘客可免費攜帶最多兩名4歲以下而不佔座位的兒童乘客乘車，超額之4歲以下小童必須繳付小童車費乘車。 - 持有「九巴月票」之乘客在車票有效期內，乘搭機場「A」及「NA」線（包括本路線）可享原價二七折優惠（不會計算每天10次合資格車程）；而其他九龍巴士及龍運巴士路線則可每日可享合共最多10程（不包括B1線，但包括聯營路線的九龍巴士／龍運巴士提供的班次；惟B1線則每日可享最多各2程（不會計算每天10次合資格車程））。 - 九龍巴士、城巴、龍運巴士及陽光巴士全職員工及家屬（不包括外判職員）可免費乘搭本路線，惟必須拍職員或職員家屬八達通。 - 乘客亦可透過多元化電子支付系統（e度嘟）繳付車資，包括使用非接觸式VISA卡、JCB卡、萬事達卡、銀聯卡、美國運通、大來國際、Discover Card、Apple Pay、Google Pay、Samsung Pay、AlipayHK「易乘碼」、支付寶、WeChatHK／微信支付「搭車碼」、銀聯雲閃付「乘車碼」及BOC Pay「乘車碼」。使用此支付方式的乘客可享有中途下車之分段收費，以及與其他九巴／龍運獨營路線或聯營線九巴／龍運班次之轉乘優惠，惟不能享有與非九巴／龍運路線之轉乘優惠，亦不能享有「公共交通費用補貼計劃」。 |

### 八達通轉乘優惠
乘客登上本線後指定時間內以同一張八達通卡轉乘以下路線，或從以下路線登車後指定時間內以同一張八達通卡轉乘本線，次程可獲車資折扣優惠：
A33←→龍運E線
- A33往機場 → E33/E33P/E36/E37往機場或E36A往東涌，次程車資全免，於屯門赤鱲角隧道轉車站轉乘，轉乘時限為150分鐘
- E33/E33P往屯門、E36/E36A往元朗或E37往天水圍 → A33往屯門，回贈首程車資，於屯門赤鱲角隧道轉車站轉乘，轉乘時限為90分鐘

## 使用車輛
現時本線與A33X線共用11輛巴士 (A33使用3-4架車行走, A33X使用7-8架車行走)。
雖說此線由屯門車廠管理，但因屯門車廠只有少數龍運巴士駐守，間中會由其他車廠派車至此線行走。

## 行車路線
屯門公路轉車站開經：青山公路（大欖段、掃管笏段）、掃管笏路、青山公路（掃管笏段、青山灣段）、屯興路、屯門公路、皇珠路、海皇路、湖景路、湖翠路、湖山路、龍門路、屯門赤鱲角隧道公路、赤鱲角路、東榮路、機場路、暢航路、機場路、機場南交匯處及暢連路。
機場（地面運輸中心）開經：暢連路、機場南交匯處、暢連路、航天城交匯處、赤鱲角路、屯門赤鱲角隧道公路、龍門路、湖山路、湖翠路、湖景路、海皇路、皇珠路、屯門公路、屯興路、青山公路（青山灣段及掃管笏段）、掃管笏路、青山公路（掃管笏段及大欖段）。

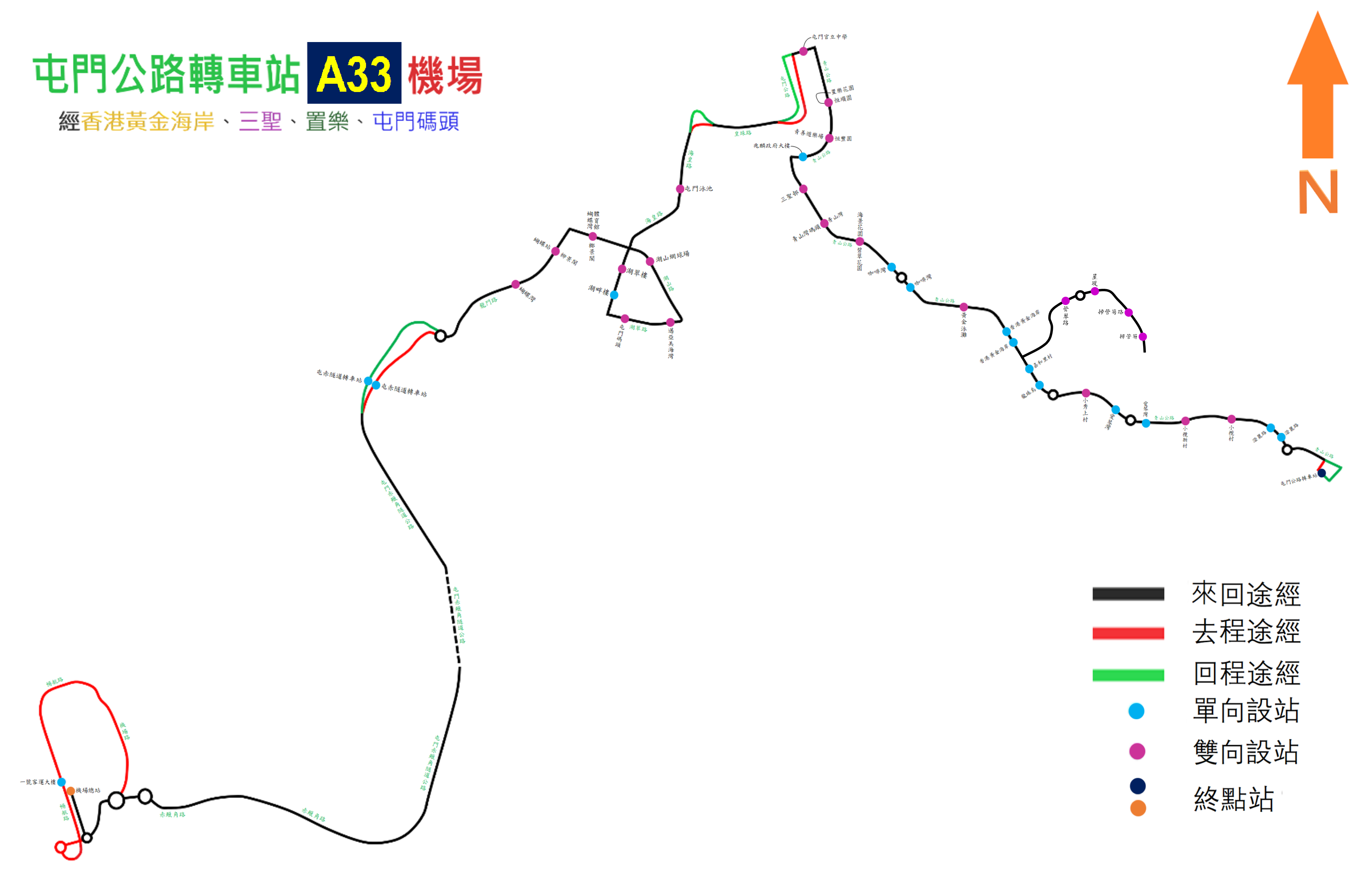
龍運巴士A33線的走線圖

具體停站請參考資訊框。

## 客量
本線開辦初期只提供極有限度的服務，因此開辦初期未能吸引乘客由電召的士或者客貨車改乘本線。2003年，龍運巴士甚至因沙士肆虐導致客量不足為由，改派丹尼士長茅行走本線。直至2008年本線首次將總站遷往屯門站，情況才得以改善。
隨著屯門赤鱲角隧道公路通車，本線於2020年12月28日大幅改道，卻使小欖一帶乘客需要繞經置樂及屯門碼頭區才能前往機場，未能為小欖一帶的居民繼續特快往返機場。
本線現時途經屯門蝴蝶灣、青山公路－青山灣段、掃管笏一帶本來沒有機場巴士服務的「獨市」地段，但此線除上下班及深宵時間外，其餘時間則十分疏落，均為一小時一班車，因此繁忙時間的客量只屬一般，主要只惠及青山公路一帶的居民。至於非繁忙時段則因需求問題，客量直到今天仍然十分稀少。

## 爭議

### 混淆走線
此路線於提升為全日服務初期，設有途經三聖邨至大欖涌一段青山公路之常規班次，以及於豐景園後便取道屯門公路往機場之特快班次，但兩種服務卻使用同一編號，使於屯門站至豐景園一段的乘客容易混淆。有見及此，有區議員要求兩種班次使用不同編號以便乘客辨認。經過區議會討論後，特快班次於2017年1月9日起修改路線編號為A33X線。

### 班次疏落
A33線自開辦以來，到分拆特快走線至A33X獨立路線後，班次都一直十分疏落，每天大部分時間的班次，皆為每小時一班車。本線途經黃金海岸、置樂花園、屯門碼頭等獨市地方，其他可以同樣前往機場之公共交通工具帶來的輔助成效又十分有限；加上新冠肺炎疫情完結數年，旅遊業全面復甦，機場的擴建工程同樣徒添一大堆乘客，本線近年使用率可謂突飛猛進。不過龍運直至現時為止，仍然沒有為本線加班的打算，只是不停新增巴士站，增加每班車的負荷；部分非繁忙時間的班次甚至已經同樣出現滿載「飛站」的情況，如此「趕客」的班次已經供不應求。

## 外部連結
- 龍運A33線官方網站資料 （页面存档备份，存于）
- A33路線介紹 （页面存档备份，存于）
- i-busnet.com－龍運A33號路線 LWB Rt.A33 （页面存档备份，存于）